# Марія де Вільота
Марія де Вільота Комба (ісп. María de Villota Comba) — іспанська автогонщиця та літератор.

## Кар'єра
Марія де Вільота брала участь у кількох гоночних серіях, включаючи WTCC і ADAC Procar Series. 9 серпня 2009 вона підписала контракт з командою Atlético Madrid, щоб брати участь до кінця сезону в Суперлізі Формули. Вона продовжила виступати за цю команду аж до 2011 року, коли цей чемпіонат припинив своє існування. Вона також брала участь в гонці на витривалість 24 години Дайтона у 2005 році.

## Інцидент на аеродромі у Даксфорді
3 липня 2012 , приблизно о 9:30 ранку, де Вільота потрапила в аварію на аеродромі у Даксфорді під час тестів на прямий для команди Marussia . Її гоночний болід зіткнувся з вантажівкою в кінці прямої . Свідки аварії стверджують, що болід рухався зі швидкістю 50-65 км/год. Повідомлялося, що через деякий час після інциденту вона прийшла до тями, і через годину гонщицю вдалося витягти з боліда, після чого її доставили в лікарню Едденсбрука в Кембриджширі з важкими травмами голови і обличчя .
На наступний день, керівник команди Джон Бут повідомив, що де Вільота втратила праве око і знаходиться в критичному стані. Потім її стан став поліпшуватися, і 8 липня вона прийшла до тями і змогла спілкуватися з родичами. 20 липня Де Вільота була переведена до мадридського госпіталю Ла Пас, з якого була виписано 26 липня для проходження курсу реабілітації.
11 жовтня 2013 Марія де Віллота була знайдена мертвою в номері готелю в Севільї, де вона планувала провести презентацію своєї автобіографії «Життя — це дар».